# Biddeford
Biddeford ist eine City im York County im US-Bundesstaat Maine. Im Jahr 2020 lebten dort 22.552 Einwohner in 10.686 Haushalten auf einer Fläche von 89,5 km².

## Geographie
Nach dem United States Census Bureau hat Biddeford eine Gesamtfläche von 89,5 km², von der 77,7 km² Land sind und 11,8 km² aus Gewässern bestehen.

### Geographische Lage
Biddeford liegt etwa vier Kilometer westlich der Mündung des Saco River in den Atlantischen Ozean am Südufer des Flusses. Inmitten der Stadt liegen die Saco Falls, die für die Industrialisierung der Stadt durch die Nutzung ihrer Wasserkraft wichtig waren. Auf der anderen Seite des Flusses befindet sich die Schwesterstadt Saco. Biddeford ist ein wesentliches Industrie- und Handelszentrum von York County.

### Nachbargemeinden
Alle Entfernungen sind als Luftlinien zwischen den offiziellen Koordinaten der Orte aus der Volkszählung 2010 angegeben.
- Norden und Osten: Saco, 10,2 km
- Süden: Kennebunkport, 8,6 km
- Südwesten: Arundel, 10,9 km
- Westen: Dayton, 19,4 km

### Stadtgliederung
In Biddeford gibt es mehrere Siedlungsgebiete: Biddeford, Biddeford Pool, Five Points, Fort Hill, Fortunes Rock, Granite Point, Guinea Corner, Hills Beach, Hoyt Neck, Newtown, Oak Ridge, Tattle Corner, Tea Kettle Corner und Timber Point.

### Klima
Die mittlere Durchschnittstemperatur in Biddeford liegt zwischen −6,1 °C (21 °F) im Januar und 20,6 °C (69 °F) im Juli. Damit ist der Ort gegenüber dem langjährigen Mittel der USA um etwa 9 Grad kühler. Die Schneefälle zwischen Oktober und Mai liegen mit bis zu zweieinhalb Metern mehr als doppelt so hoch wie die mittlere Schneehöhe in den USA; die tägliche Sonnenscheindauer liegt am unteren Rand des Wertespektrums der USA.

## Geschichte
Biddeford wurde am 17. November 1718 als Town und 18555 als City organisiert. Zunächst war Biddeford ein Teil der heutigen „Zwillingsstadt“ Saco.
Das Gebiet des unteren Saco Rivers wurde bereits 1603 durch Martin Pring, 1604 durch Samuel de Champlain und im Jahr 1614 durch den Abenteurer John Smith erkundet. Die vermutlich früheste Siedlung in Maine gründete der Arzt Richard Vines 1616 in heutigen Biddeford Pool, damals noch Winter Harbor genannt. Vines verbrachte den folgenden Winter dort und kehrte mit John Oldham 1630 zurück. Sie ließen sich auf der Seite des Flusses nieder, auf der sich heute Biddeford befindet. Ein Jahr später, 1631 trafen weitere Siedler ein, die sich auf der anderen Seite des Flusses niederließen, dem heutigen Saco. Vermutlich geht der Name auf Bideford in Devonshire zurück, aus dem frühe Siedler stammten und der Gegend den Namen der alten Heimat gaben. Das Gebiet wurde im Queen Anne’s War zerstört, danach genehmigte der Massachusetts General Court die Wiederbesiedlung. Erneut wurde das Gebiet somit ab 1714 besiedelt.
Im Jahr 1717 wurde durch Samuel Jordan ein Geschäft in der Nähe von Biddeford Pool eröffnet. Er schützte sein Haus durch eine starke Steinmauer vor den Angriffen der Indianer. Das Gebiet im Tal des Saco Rivers war Siedlungsgebiet der Pigwacket. Unter ihrem Häuptling Squanto kam es zu Angriffen auf die Siedlung während des King Philip’s War. Squanto wandte sich gegen die Siedler, nachdem diese ein Kanu, in dem sich seine Frau mit dem gemeinsamen Kind befand auf dem Saco River kentern ließen. Das Kind starb kurz darauf. Die Kämpfer zerstörten zwei Mühlen der Siedler, um sie zu vertreiben, diese blieben jedoch. Es gelang den Kämpfern auch nicht einen Wagen mit brennbarem Material in die Siedlung zu bringen, da dieser sein Rad in einem Schlagloch einbüßte. Im folgenden Feuergefecht starben sechs Eingeborene und 15 wurden verwundet.
Das Gebiet westlich und östlich des Saco Rivers mit Winter Harbor wurde 1718 als Town Biddeford organisiert. Die meisten Siedler in dem Gebiet lebten am Fluss, in der Nähe der Garnison von Fort Mary oder in Winter Harbor. Sie betrieben Landwirtschaft, Fischerei und Handel.
Die Bevölkerung wuchs auf mehr als 1000 Einwohner im Jahr 1762. Holzfällerei war bis zum Beginn des neunzehnten Jahrhunderts der wichtigste Industriezweig, danach dominierte ab Mitte des neunzehnten Jahrhunderts die Textilherstellung für 100 Jahre. Zunächst kamen Iren, dann Frankokanadier, um in den Fabriken zu arbeiten. Die Franzosen kamen nach 1870 und wählten 1910 den ersten Bürgermeister aus der französischen Gemeinde.
Biddeford ist die größte Stadt des York County und ein wichtiges Industrie- und Handelszentrum. Während viele Gemeinden an Bevölkerung verloren haben, konnte Biddeford, die sechstgrößte Stadt des Bundesstaates, ihre Einwohnerzahl halten und ausbauen. Die Stadt beherbergt die University of New England. 
Im Jahr 1881 verfügte Biddeford  bereits über sieben Baumwollspinnereien mit 165.000 Spindeln. Die Boston and Maine und die Portland, Saco and Portsmouth Railroads hatten hier jeweils eine Station. Die Liste der aktiven Gewerkschaften von 1903 spiegelt die damalige lokale Wirtschaft wider: Maurer, Steinmetze und Gipser; Zimmerleute und Tischler; Zigarrenmacher; Eisengießer; Webstuhlbefestiger [Textilien]; Maler, Dekorateure und Tapezierer; Klempner; Schlitzer [Textilien]; Typografen.

### Einwohnerentwicklung
| Volkszählungsergebnisse – City of Biddeford, Maine | Volkszählungsergebnisse – City of Biddeford, Maine | Volkszählungsergebnisse – City of Biddeford, Maine | Volkszählungsergebnisse – City of Biddeford, Maine | Volkszählungsergebnisse – City of Biddeford, Maine | Volkszählungsergebnisse – City of Biddeford, Maine | Volkszählungsergebnisse – City of Biddeford, Maine | Volkszählungsergebnisse – City of Biddeford, Maine | Volkszählungsergebnisse – City of Biddeford, Maine | Volkszählungsergebnisse – City of Biddeford, Maine | Volkszählungsergebnisse – City of Biddeford, Maine |
| Jahr                                               | 1700                                               | 1710                                               | 1720                                               | 1730                                               | 1740                                               | 1750                                               | 1760                                               | 1770                                               | 1780                                               | 1790                                               |
| -------------------------------------------------- | -------------------------------------------------- | -------------------------------------------------- | -------------------------------------------------- | -------------------------------------------------- | -------------------------------------------------- | -------------------------------------------------- | -------------------------------------------------- | -------------------------------------------------- | -------------------------------------------------- | -------------------------------------------------- |
| Einwohner                                          |                                                    |                                                    |                                                    |                                                    |                                                    |                                                    |                                                    |                                                    |                                                    | 1.018                                              |
| Jahr                                               | 1800                                               | 1810                                               | 1820                                               | 1830                                               | 1840                                               | 1850                                               | 1860                                               | 1870                                               | 1880                                               | 1890                                               |
| Einwohner                                          | 1.296                                              | 1.563                                              | 1.738                                              | 1.995                                              | 2.574                                              | 6.095                                              | 9.349                                              | 10.282                                             | 12.651                                             | 14.443                                             |
| Jahr                                               | 1900                                               | 1910                                               | 1920                                               | 1930                                               | 1940                                               | 1950                                               | 1960                                               | 1970                                               | 1980                                               | 1990                                               |
| Einwohner                                          | 16.145                                             | 17.079                                             | 18.008                                             | 17.633                                             | 19.790                                             | 20.836                                             | 19.255                                             | 19.983                                             | 19.638                                             | 20.710                                             |
| Jahr                                               | 2000                                               | 2010                                               | 2020                                               | 2030                                               | 2040                                               | 2050                                               | 2060                                               | 2070                                               | 2080                                               | 2090                                               |
| Einwohner                                          | 20.942                                             | 21.277                                             | 22.552                                             |                                                    |                                                    |                                                    |                                                    |                                                    |                                                    |                                                    |

## Kultur und Sehenswürdigkeiten

### Museen
Das Biddford Mills Museum erinnert an das historische und kulturelle Mühlenerbe in Biddeford und Umgebung. Es möchte dieses dokumentieren und bewahren sowie einer breiten Öffentlichkeit Bildungs- und Gemeindeprogramme und -veranstaltungen anbieten. Es befindet sich in der 2 Main Street in Biddeford.

### Bauwerke
In Biddeford wurden mehrere Bauwerke, historische Stätten und Distrikte unter Denkmalschutz gestellt und ins National Register of Historic Places aufgenommen.
- Biddeford Main Street Historic District, 2009 unter der Register-Nr. 09001146.[13]
- Biddeford-Saco Mills Historic District, 2008 unter der Register-Nr. 08001258.[14]

- Berwick High School, 2012 unter der Register-Nr. 11001059.[15]
- Memorial Chapel, 2018 unter der Register-Nr. 100002594.[16]
- Biddeford City Hall, 1973 unter der Register-Nr. 73000156.[17]
- Dudley Block, 1982 unter der Register-Nr. 82000428.[18]
- Emery School, 2011 unter der Register-Nr. 11000819.[19]
- First Parish Meetinghouse, 1972 unter der Register-Nr. 72000080.[20]
- James Montgomery Flagg House, 1980 unter der Register-Nr. 80000260.[21]
- St. Andre’s Parish, 2015 unter der Register-Nr. 15000771.[22]
- St. Joseph’s School, 1983 unter der Register-Nr. 83003708.[23]
- Stage Island Monument, 2019 unter der Register-Nr. 100004341.[24]
- John Tarr House, 1980 unter der Register-Nr. 80000263.[25]
- Timber Point, 2016 unter der Register-Nr. 16000786.[26]
- U.S. Post Office, 1973 unter der Register-Nr. 73000161.[27]

In Biddeford Pool sind es folgende:
- Fletcher’s Neck Lifesaving Station, 1974 unter der Register-Nr. 74000195.[28]
- Wood Island Light Statione, 1988 unter der Register-Nr. 87002274.[29]

## Wirtschaft und Infrastruktur

### Verkehr
Nahe Biddeford verläuft die Interstate 95, die den Ort mit den wichtigsten Städten Maines verbindet. Zusätzlich führt die auch im Personenverkehr betriebene Bahnstrecke Cummings–Portland durch den Ort. Fünfmal täglich (Stand 2015) hält pro Richtung ein Downeaster-Zug am Bahnhof Biddeford-Saco, der sich allerdings in der Nachbarstadt Saco befindet. Die ebenfalls durch den Ort führende Bahnstrecke Portland–Portsmouth ist bis auf einen kurzen Industrieanschluss im Norden von Biddeford stillgelegt. Ebenfalls nicht mehr vorhanden sind die Straßenbahnstrecken der Biddeford and Saco Railroad und der York Utilities Corporation, die bis in die 1930er Jahre das Stadtgebiet von Biddeford erschlossen. Die Luftanbindung ist durch den am südlichen Stadtrand gelegenen Biddeford Municipal Airport gewährleistet, der nächstgelegene Flughafen mit Linienflugangebot befindet sich in Portland.

### Medien
Im Großraum Biddeford/Saco erscheinen zwei Wochenzeitungen: der Biddeford-Saco-OOB Courier und das The Journal Tribune.

### Öffentliche Einrichtungen
Das Southern Maine Medical Center stellt mit seinen mehr als 220 Betten die medizinische Versorgung von Biddeford und Umgebung sicher. Zugleich ist es mit über 1.100 Angestellten der größte Arbeitgeber im Ort.

### Bildung
Biddeford bietet alle Vor-, Grund-, Mittel- und Highschool-Klassen an. Zusätzlich ist Biddeford Sitz einer Dependance der University of New England.
Im benachbarten Saco findet sich zusätzlich mit der Thornton Academy eine private Highschool.

### Kultur
Im Biddeford’s City Theater mit knapp 500 Plätzen, einem renovierten Opernhaus aus dem Jahr 1896, gastieren das ganze Jahr hindurch verschiedene Theater-, Tanz- und Musikaufführungen. 

## Persönlichkeiten

### Söhne und Töchter der Stadt
- Mark Langdon Hill (1772–1842), Kaufmann und Politiker, Vertreter von  Massachusetts und von Maine im US-Repräsentantenhaus
- Abel Lawrence Peirson (1794–1853), Chirurg
- Henry B. Quinby (1846–1924), Politiker, Gouverneur von New Hampshire
- Edward H. Gove (1847–1928), Geschäftsmann, Anwalt und Politiker, Secretary of State of Maine
- Henry B. Quinby (1848–1924), Politiker, Gouverneur von New Hampshire
- John Lyman (1886–1967), kanadischer Maler, Kunstkritiker, Lehrer und Förderer der modernen Kunst in Kanada
- Ovid Demaris (1919–1998), Journalist und Schriftsteller
- Linda Kasabian (1949–2023), Mitglied der Charles Manson Family und Kronzeugin im Prozess um die Mordserie an der Schauspielerin Sharon Tate und dem Supermarktkettenbesitzer Leno LaBianca und seiner Frau Rosemary
- Roger Cook (1954–2024), Garten- und Landschaftsarchitekt
- Rick McPhail (* 1970), Mitglied der Band Tocotronic
- Joan Wasser (* 1970), Sängerin und Violinistin
- Karissa Lee Staples (* 1987), Schauspielerin und Model
- Brian Dumoulin (* 1991), Eishockeyspieler

### Persönlichkeiten, die vor Ort gewirkt haben
- Daniel E. Somes (1815–1888), Politiker und Bürgermeister von Biddeford

## Sonstiges
Biddeford ist einer der fiktiven Handlungsorte des Computerspiels Black Mirror 2 aus dem Jahre 2009.